# Salavat
Salavat (Russisch: Салават) is een stad in de autonome republiek Basjkirostan in het oosten van Europees Rusland. De stad ligt aan de oostelijke oever van de rivier Belaja en telde 158.600 inwoners bij de volkstelling van 2002. Salavat is na Oefa en Sterlitamak de op twee na grootste stad van Basjkirostan en ligt op 165 kilometer van de hoofdstad Oefa.
Salavat is in 1948 gesticht, en is vernoemd naar de lokale held Salaoeat Joelajev. In 1954 kreeg de plaats de officiële stadsstatus.
Bestuurlijk centrum: Oefa

Agidel · Bajmak · Belebej · Beloretsk · Birsk · Blagovsjtsjensk · Davlekanovo · Djoetsjoeli · Isjimbaj · Janaoel · Koemertaoe · Melo-oez · Mezjgorje · Neftekamsk · Oetsjaly · Oktjabrski · Salavat · Sibaj · Sterlitamak · Toejmazy